# 維亞切斯拉夫·明卡
維亞切斯拉夫·米科拉約維奇·明卡（羅馬化：Viacheslav Mykolaiovych Minka；1960年—2023年8月25日），烏克蘭軍事飛行員，為烏克蘭空軍第40戰術航空旅少校。
明卡死後被追授為中校軍銜。

## 生平
明卡於1960年出生於基輔州鮑里斯皮爾。1981年畢業於卡恰高等軍事航空飛行員學校。他曾在科諾托普、尼古拉耶夫和烏曼服役。
他已婚，有子女。

## 事蹟
1994年，他以少校軍銜從武裝部隊退役，定居基輔州。他自2015年起烏克蘭東部反恐行動期間重新在烏克蘭空軍服役，並參加頓巴斯戰爭。他於2018年復員。然而，隨著俄羅斯入侵烏克蘭，這名軍官又返回到烏克蘭武裝部隊，加入第40戰術航空旅的飛行員。自2022年2月24日俄羅斯開始全面入侵烏克蘭以來到他去世前，已經飛行200多個小時。

### 死亡

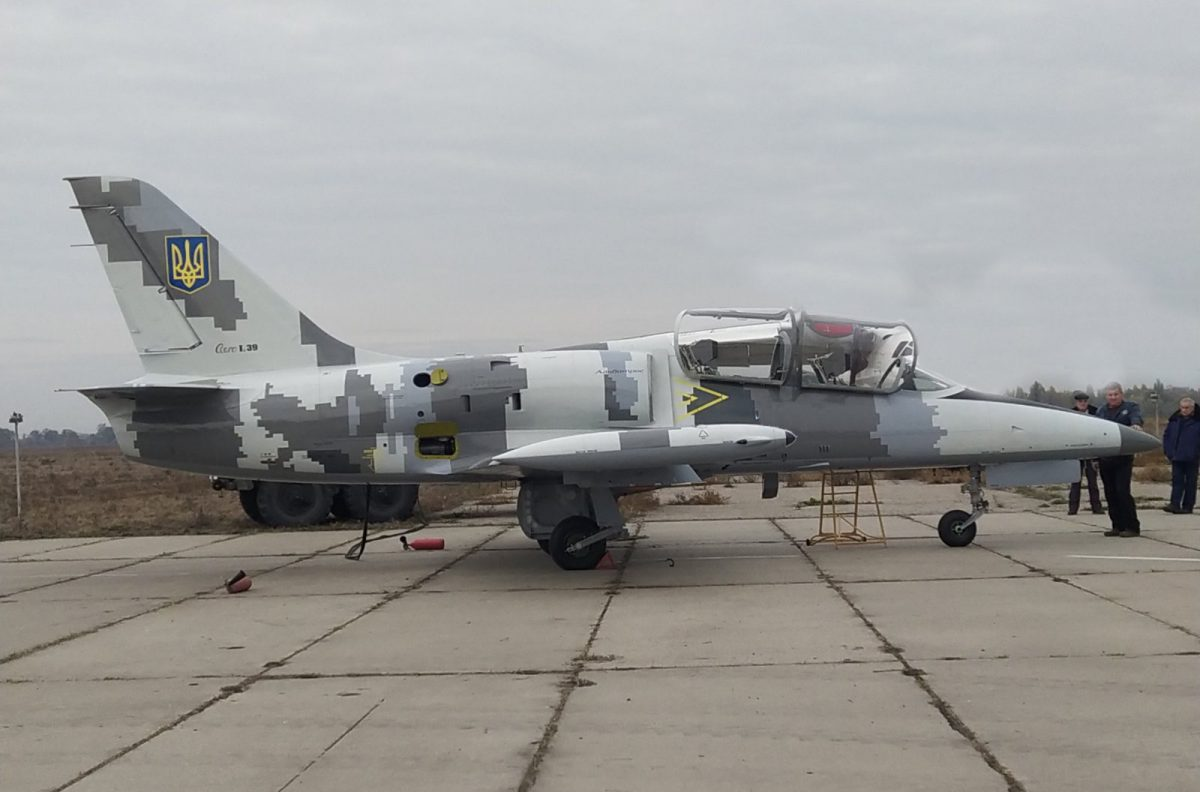
烏克蘭空軍Aero L-39M1 信天翁

2023年8月25日晚上，明卡與兩名飛行員、安德烈·皮爾希科夫上尉和謝爾希·普羅卡津少校，在他們的兩架L-39M1教練機於日托米爾州辛胡里附近相撞時身亡。烏克蘭國家調查局已啟動刑事調查，調查飛機失事的原因。
明卡的告別儀式於2023年8月29日在克尼什紀念公園舉行，其後安葬於鮑里斯皮爾的羅戈齊夫公墓。

## 榮譽
烏克蘭總統弗拉基米爾·澤連斯基發佈第600/2023 號總統令，追授明卡三級勇氣勳章。
- 三級勇氣勳章[10]